# Малий Жванчик
Ма́лий Жва́нчик (до 1921 року — Гута Жванчицька) — село в Україні, у Дунаєвецькій міській територіальній громаді Кам'янець-Подільського району Хмельницької області.

## Назва
Історична назва Гута Жванчицька походить від фільварку. Слово «Гута» виходить від фільварку по виробництву скла. Тоді такі підприємства називали «гутами». Слово запозичене через польську мову з німецької, у перекладі на українську означає «плавильний».

## Географія
Подільське село Малий Жванчик розкинулось на подільській височині в південно-західній частині України, за 46 кілометрів автошляхами від міста Кам'янець-Подільський, неподалік проходить шосе Т 2303. Через село протікає річка Бродок.

### Клімат
Малий Жванчик знаходяться в межах вологого континентального клімату із теплим літом, у так званому «теплому Поділлі», тут весна настає на 2 тижні раніше.

## Історія
Наприкінці XVIII – на початку XIX століть родина Ліпінських збудували в околицях Жванчика низку фільварків з досить прибутковим, як на той час, скляними заводами. Після Ліпінських Жванчик належав родині Хелмінських, яка продовжила будівництво фільварків.
Фільварок «Гута Жванчицька», існував від середини XIX століття.
У 1906 році відбувся селянський виступ, центром якого стала Трибухівка.
Внаслідок поразки визвольних змагань на початку XX століття, село надовго окуповане російсько-більшовицькими загарбниками.
Радянська окупація принесла колективізацію та розкуркулення, мешканці села зазнали репресій.
У 1921 році Жванчик перейменовано на Великий Жванчик, а хутір за 4,5 кілометра з однойменною назвою, колишній фільварок «Гута Жванчицька» – на Малий Жванчик.
В 1932–1933 селяни села пережили голодомор.
З 1991 року в складі незалежної України.
13 серпня 2015 року шляхом об'єднання сільських рад, село увійшло до складу Дунаєвецької міської громади.
19 липня 2020 року, в результаті адміністративно-територіальної реформи та ліквідації Дунаєвецького району, село увійшло до складу Кам'янець-Подільського району.

## Населення
За переписом населення України 2001 року в селі мешкало 148 осіб.
Згідно даних 2015 року в селі проживало 102 особи.
Тепер населення становить 38 осіб.

### Мова
У селі поширені західноподільська говірка та південноподільська говірка, що відносяться до подільського говору, який належить до південно-західного наріччя.
Розподіл населення за рідною мовою за даними перепису 2001 року:
| Мова       | Відсоток |
| ---------- | -------- |
| українська | 86,58 %  |
| молдавська | 12,75 %  |
| російська  | 0,67 %   |

## Охорона природи
Село лежить у межах національного природного парку «Подільські Товтри».

## Галерея

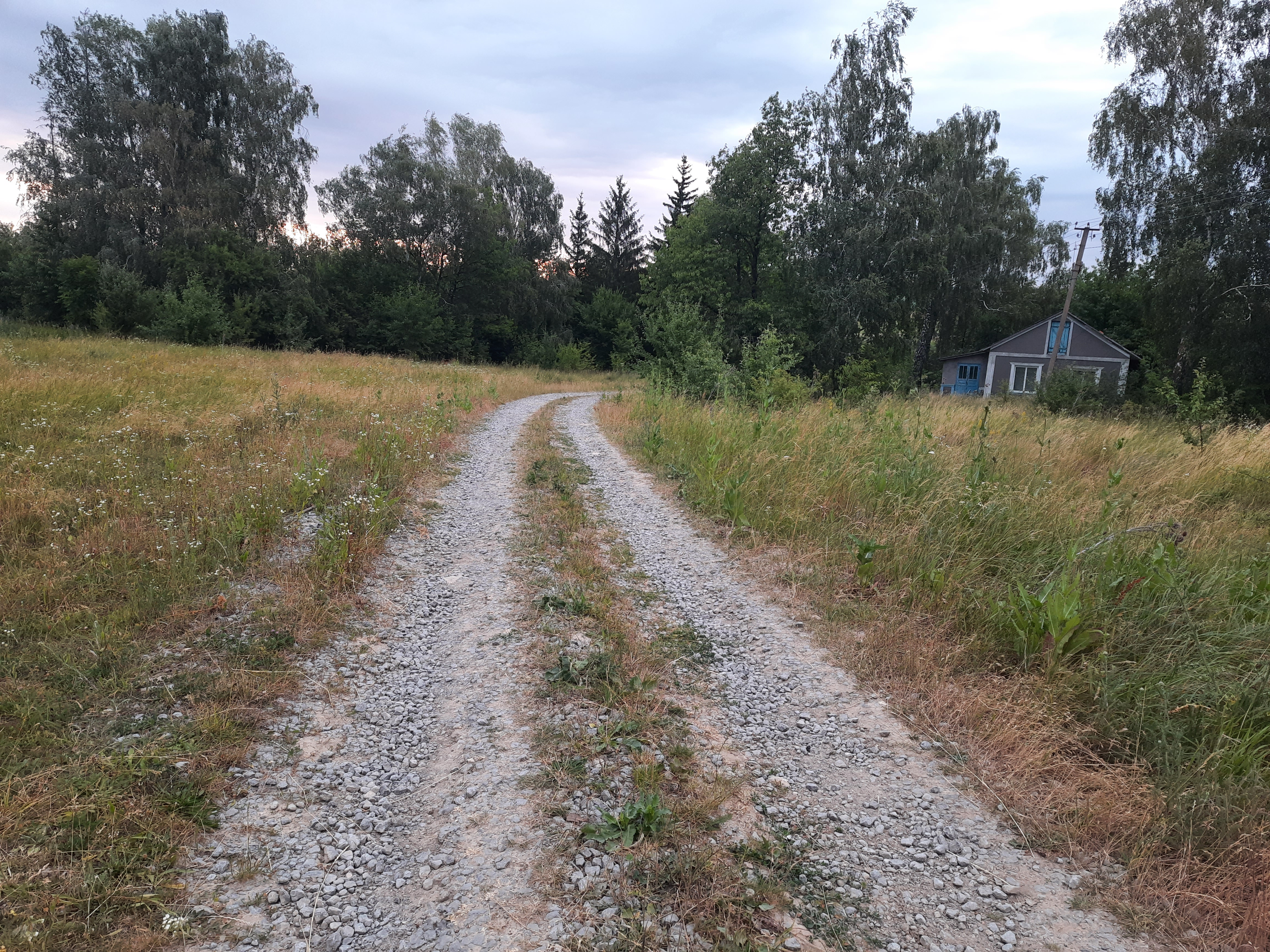
Сільська вулиця
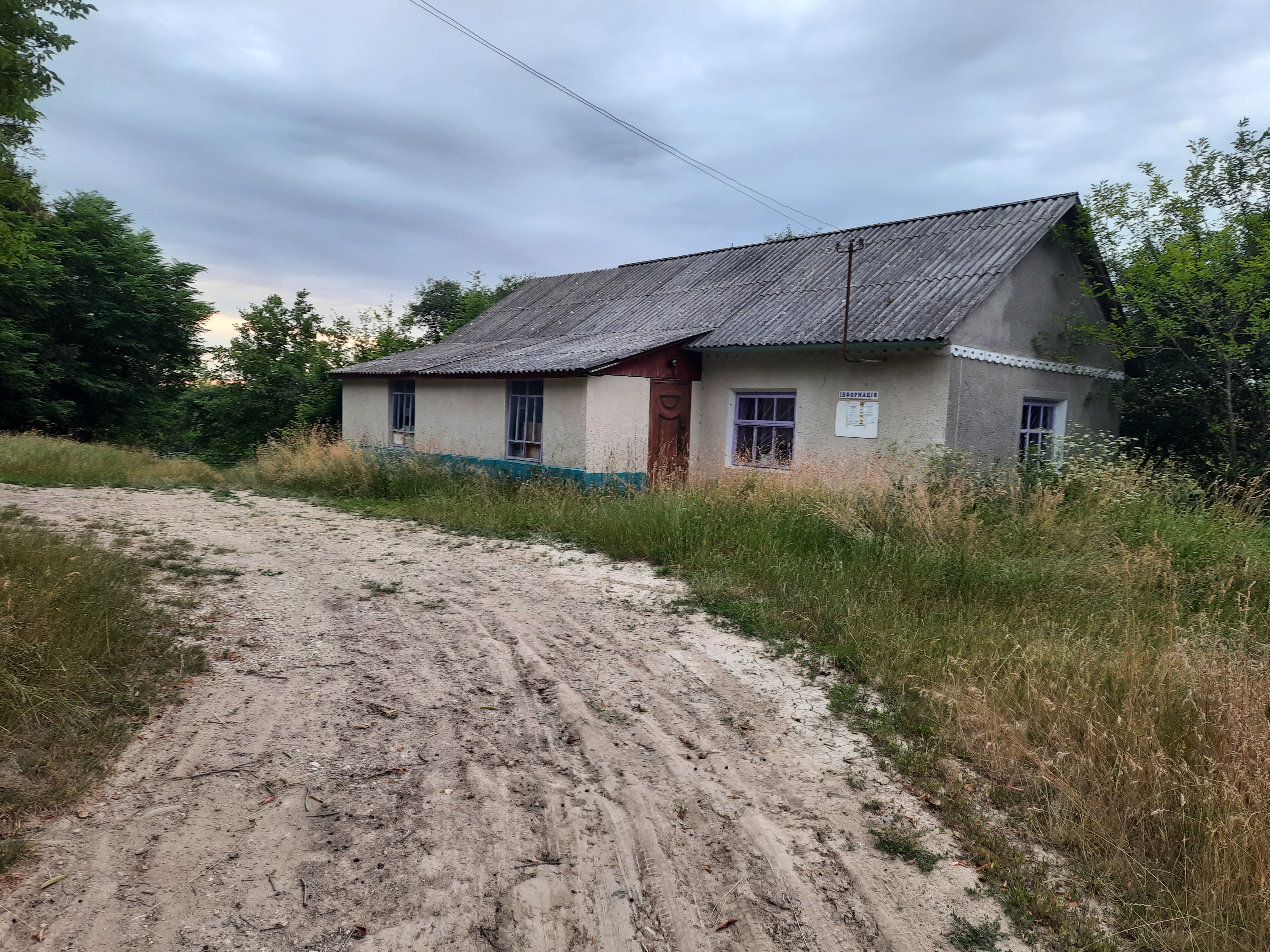
Крамниця
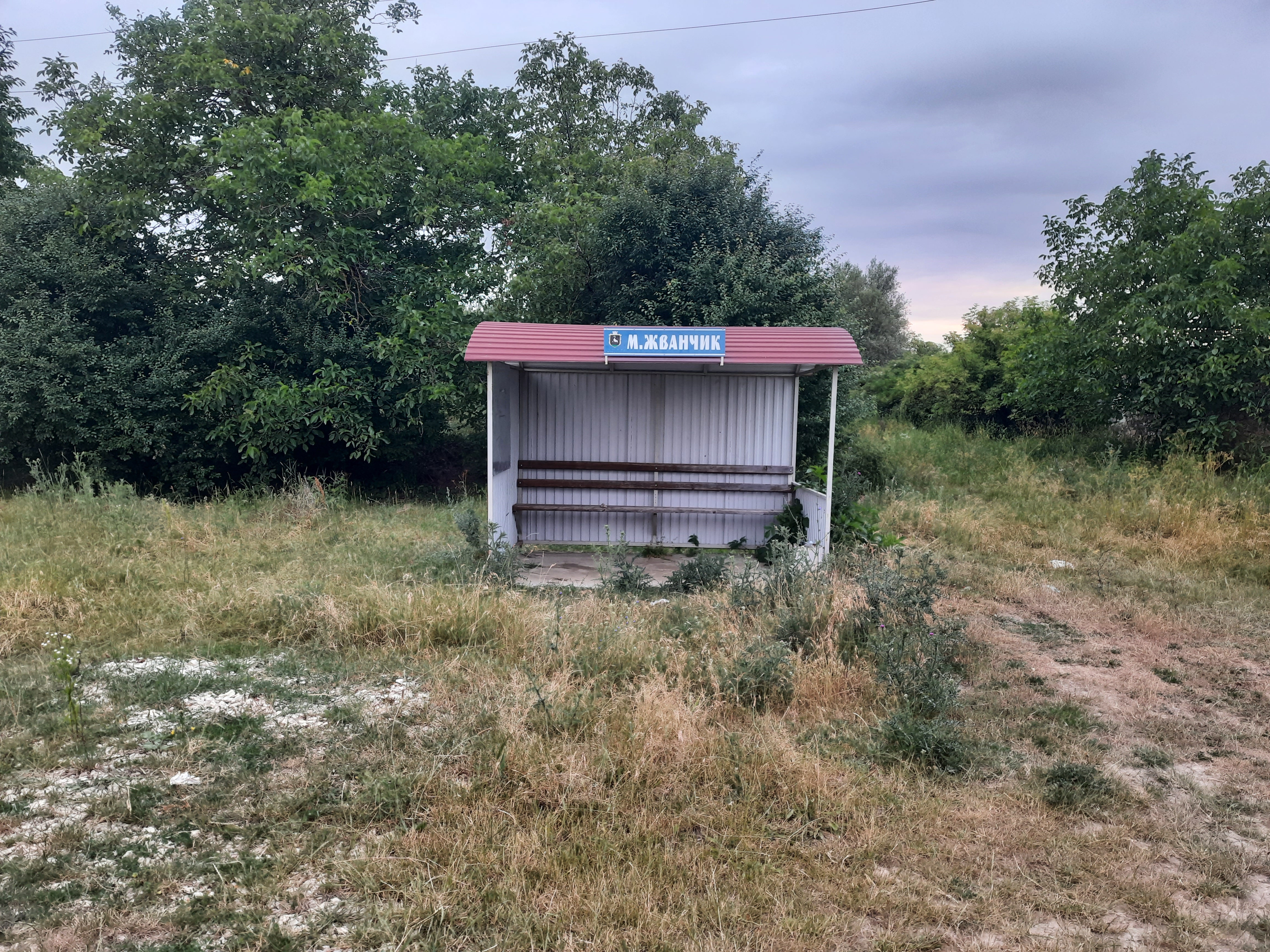
Автобусна зупинка
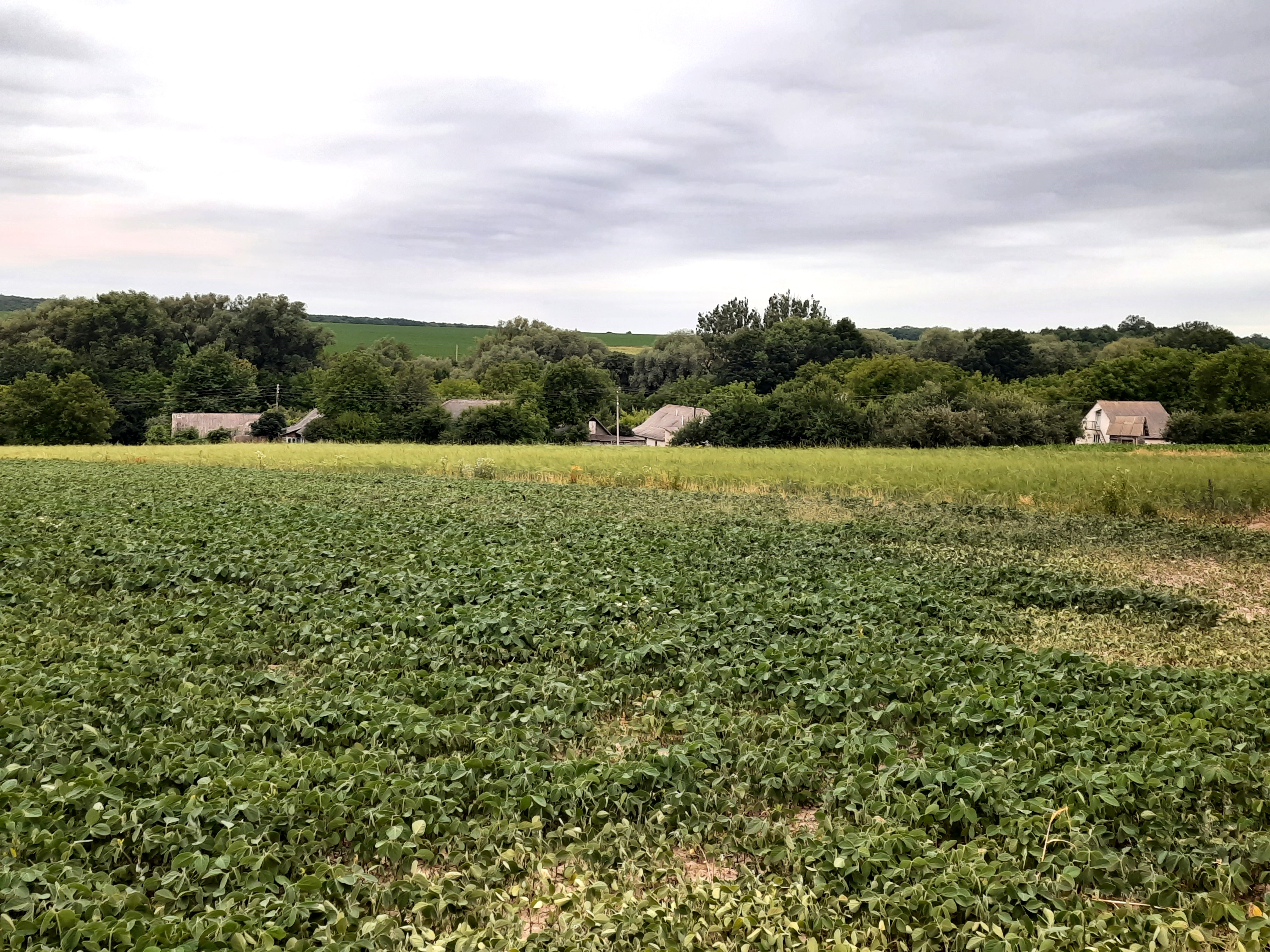
Сільський краєвид
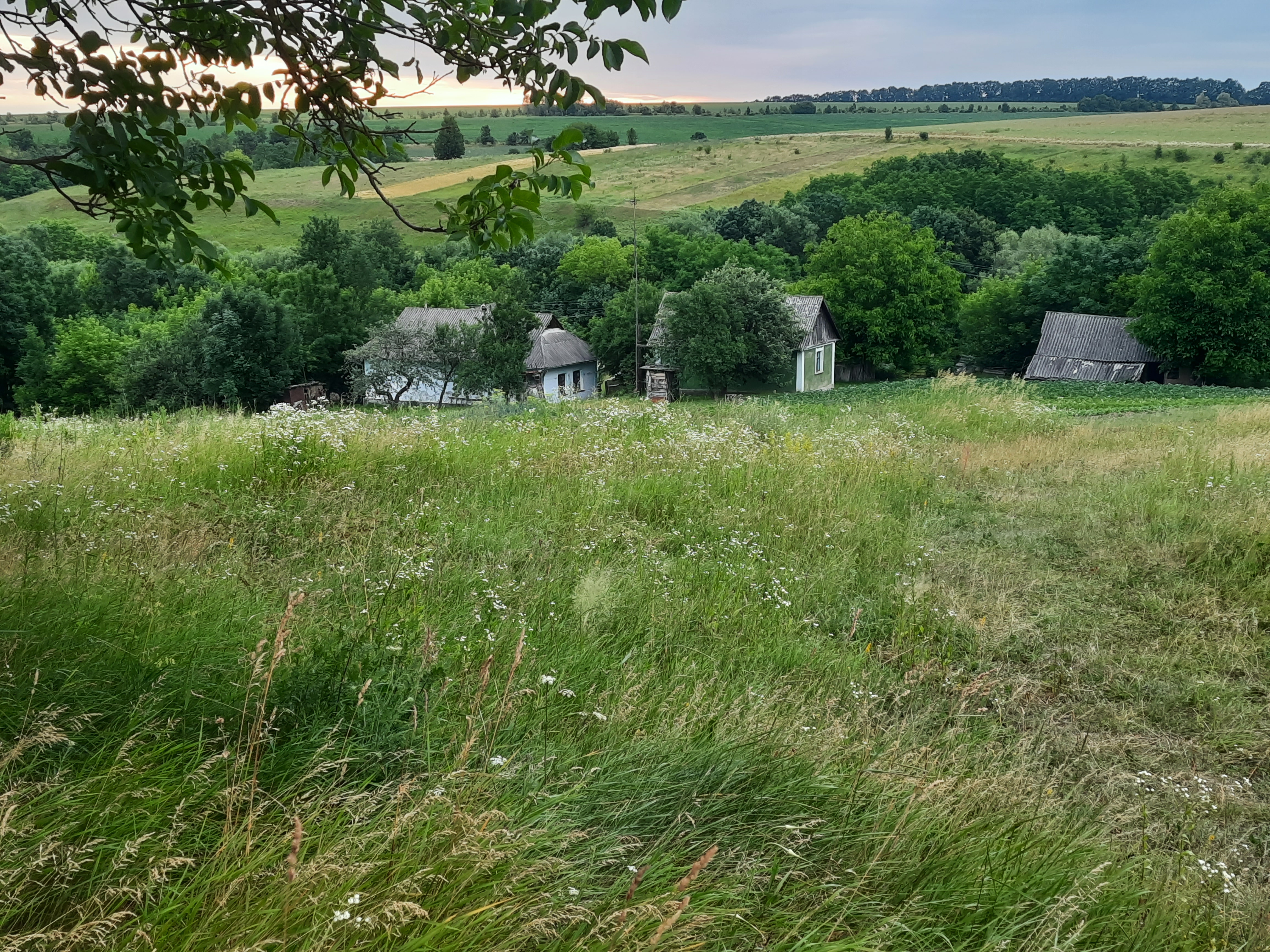
Сільський краєвид
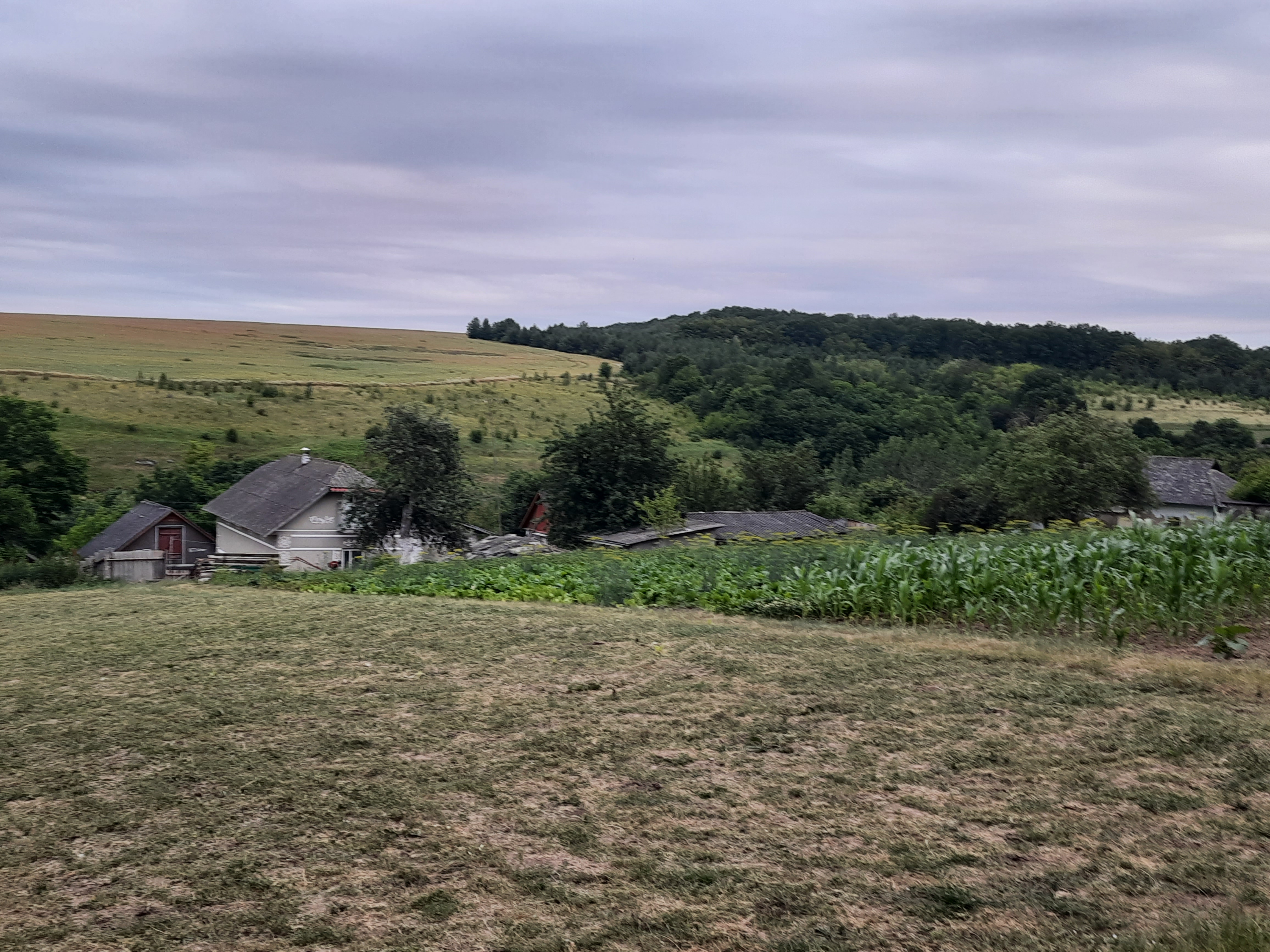
Сільський краєвид
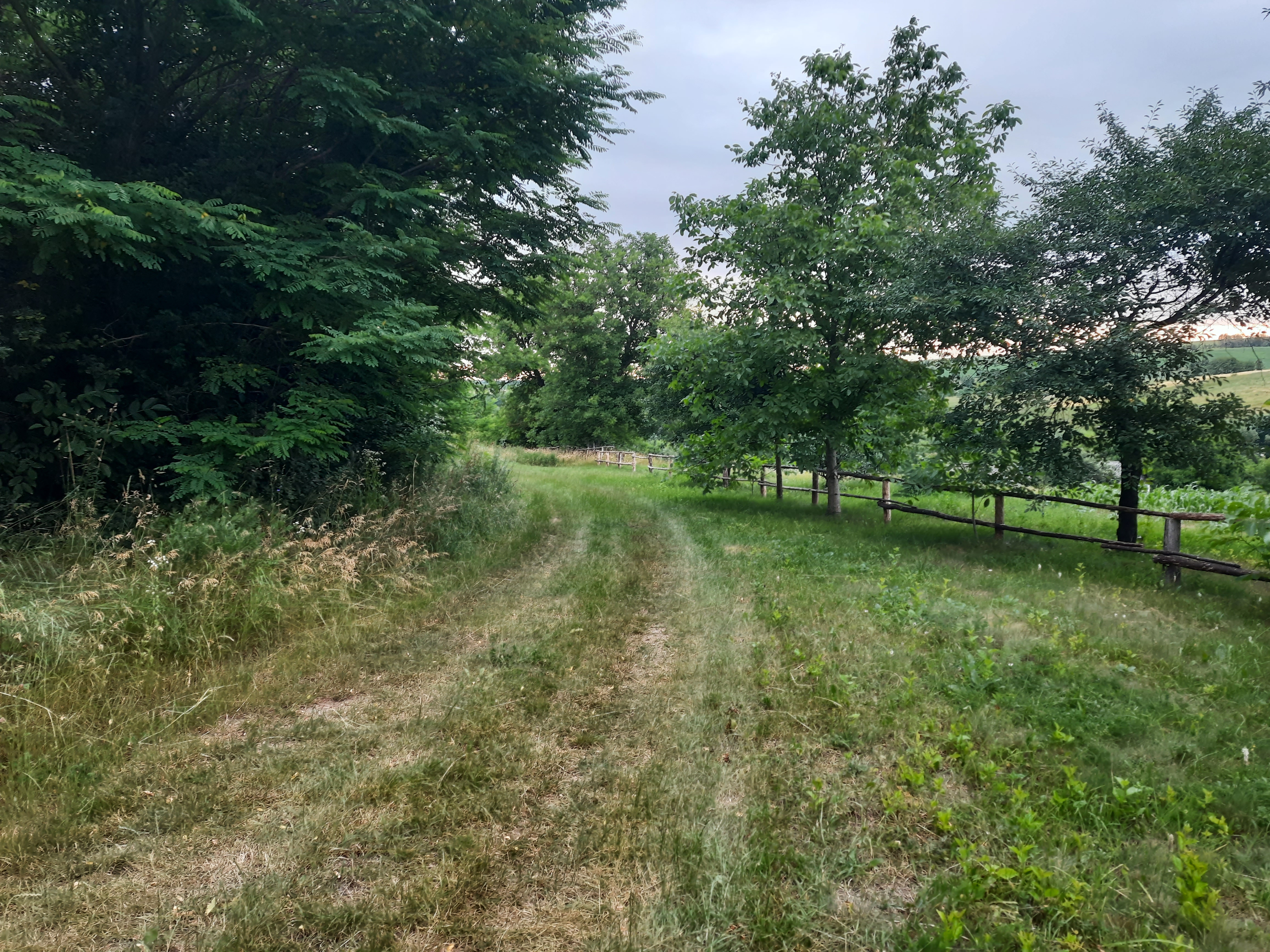
Сільський пейзаж